# 李采 (嘉靖進士)
李采（？年—？年），湖广黄州府麻城縣人，民籍。明朝進士、官员。

## 生平
嘉靖四年（1525年）乙酉科湖广鄉試舉人，五年（1526年）联捷丙戌科第三甲第一百二十七名進士，官至青州府推官。